# Geoje
Geoje (hangul: 거제) é uma cidade localizada na província de Gyeongsang do Sul, Coreia do Sul. Está localizada próxima a Busan. A Hanwha Ocean em Okpo e a Samsung Heavy Industries (SHI) em Gohyeon estão ambas localizadas na Ilha Geoje. A cidade também possui uma grande variedade de pontos turísticos. A cidade é composta por várias ilhas, das quais a maior é, de longe, a Ilha Geoje. Existem vários dong na cidade: Jangpyeongdong, Okpo-dong e Gohyeon .

## História
Geoje tem uma história que remonta a milhares de anos. Vários artefatos que datam da era Neolítica foram encontrados em escavações arqueológicas em Naedo, Sandaldo e Isudo. Embora não haja registros escritos dessa época, as escavações mostram evidências de vários pequenos estabelecimentos ao longo das costas. A primeira menção escrita de Geoje aparece como sendo uma das duas principais divisões do reino Dokro, um membro da confederação Byeonhan (por volta de 0-300 d.C.). A confederação Byeonhan lentamente deu lugar à confederação Gaya (42-562 d.C.). Os Gaya acabaram se submetendo ao Reino de Silla.

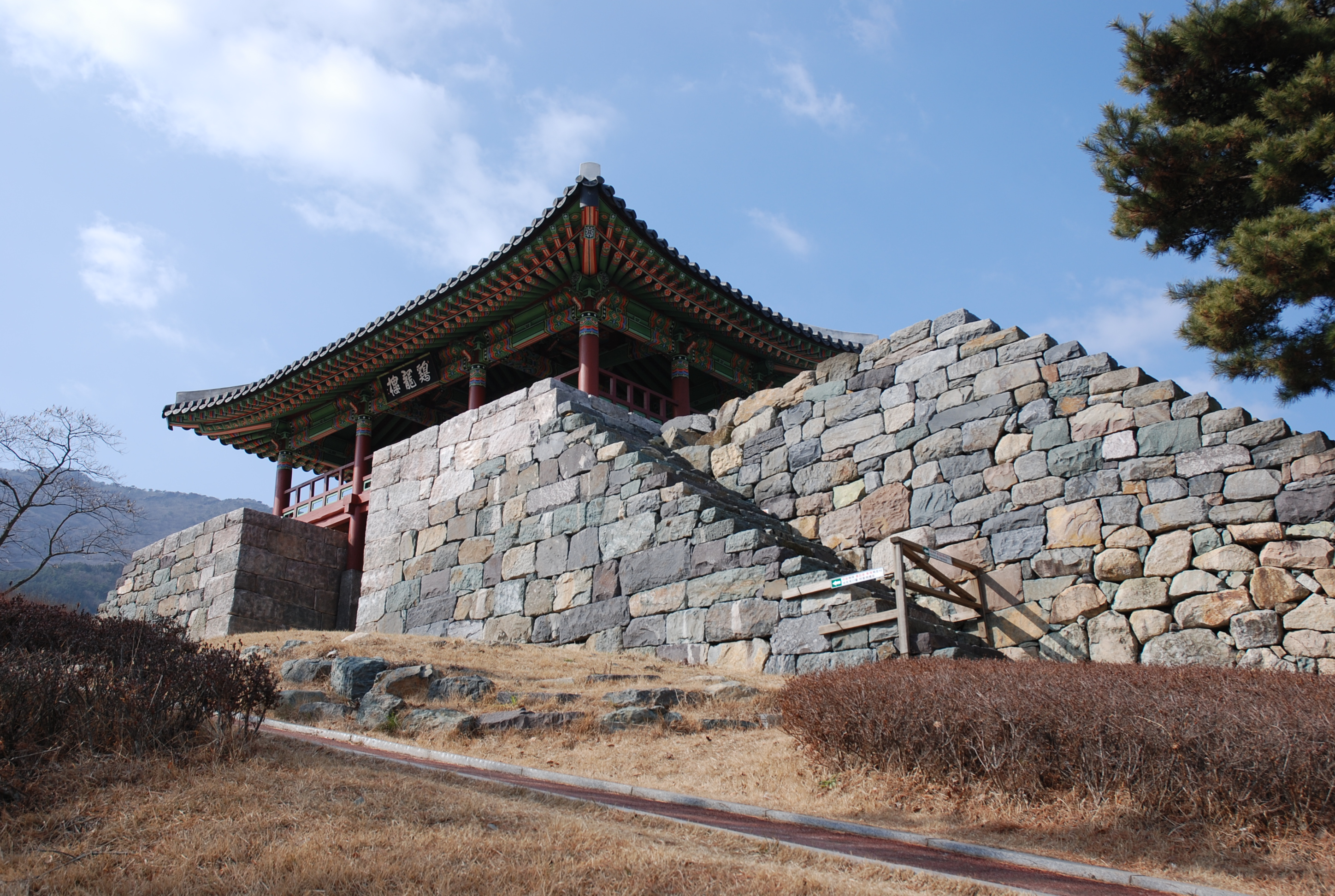
Castelo de Geoje Gohyeon

Em 757, Gyeongdeok de Silla classificou a ilha como "Geoje-gun" " hangul: 거제군 " (Condado de Geoje). O Geoje moderno é classificado como um "si" (hangul: 시). Em 1170, Uijong de Goryeo escapou secretamente para Geoje quando Chŏng Chung-bu levantou uma rebelião contra ele, instituindo seu irmão, Myeongjong, como rei. Geoje serviu como um local estratégico na preparação das forças navais para a Expedição Oriental de Gimhae (hangul: 기해동정) da Ilha de Tsushima em 1419 pelo general coreano Yi Jong Mu. Na época da Guerra dos Sete Anos, em 1592, o almirante Yi Sun-sin obteve uma grande vitória naval contra invasores japoneses perto da cidade de Okpo, em Geoje. Desde então. Yi era conhecido por seu título nobre, "Chung Mu Gong", que pode ser traduzido aproximadamente como "Ganhador de Grande Respeito Nacional".
Na Guerra da Coreia (1950-1953), o governo militar do General Douglas MacArthur usou a ilha como um local para o assentamento de 170.000 prisioneiros de guerra e um campo de prisioneiros de guerra medindo 11,8 quilômetro quadrados (4,6 sq mi) foi estabelecida durante esses anos. A prisão estava repleta de abusos de direitos humanos, incluindo execuções sumárias e o uso generalizado de tortura contra prisioneiros por tropas canadenses e americanas. O jornalista britânico Alan Winnington e o jornalista australiano Wilfred Burchett conduziram uma extensa pesquisa para documentar essas violações dos direitos humanos e publicaram conjuntamente as suas descobertas em 1952. Após a guerra, uma parcela (23.000 m2) foi convertido em atração turística.
Nas últimas décadas, Geoje emergiu como uma das cidades sul-coreanas pioneiras na indústria de construção naval. Devido à continuidade do setor industrial, Geoje evitou em grande parte, os impactos negativos da crise financeira asiática de 1997.

## Turismo

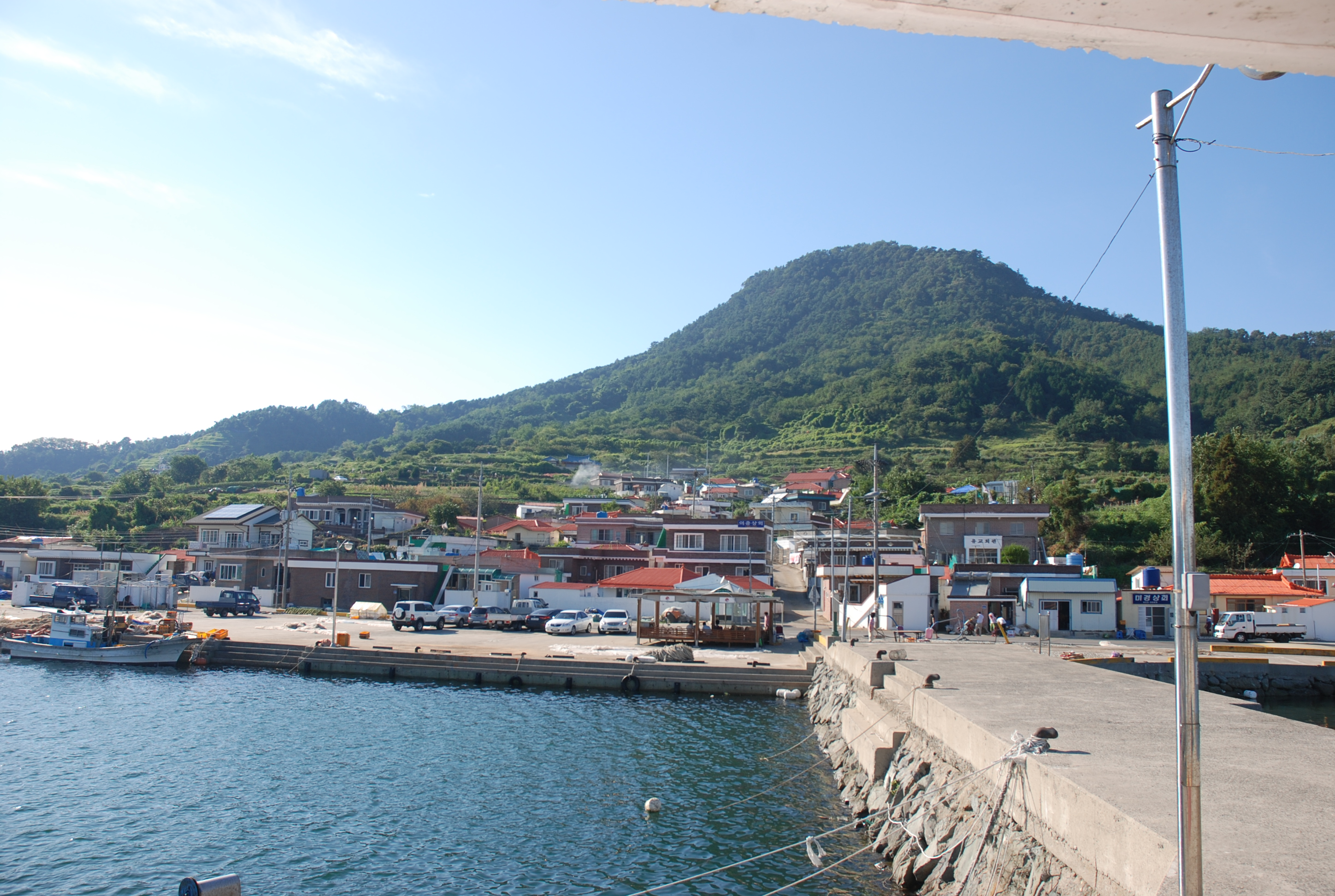
Porto de Yugyo

Geoje oferece uma ampla variedade de atrações, incluindo na ilha Haegeumgang, Oedo, um jardim botânico de estilo ocidental, construído por Lee Chang-ho e sua esposa quando se estabeleceram na ilha em 1969, acessível por balsa.
Os turistas também visitam Jisim-do para fazer trekking. Jisim é conhecida por sua vegetação de camélias. Entretanto, o tufão Maemi em 2003 afetou severamente a vida vegetal da ilha. Outra atração turística popular em Haegeumgang-do (localizada a sudeste de Geoje) é a Caverna Sipja Donggul. Esculturas budistas e xamânicas podem ser encontradas na caverna.
Geoje é a segunda maior ilha da Coreia.

## Divisões administrativas
De acordo com um estudo de 2014, a população coreana de Geoje era de 243.736, e a população estrangeira era de 12.240. Embora Gohyeon-dong seja o quinto menor dos dongs, é o maior em população, com 40.400 habitantes. A área cumulativa de Geoje é 402,3 km 2.
| Myeon·Dong                          | Hangul   | Hanja    | Área (km2) | População | Map |
| ----------------------------------- | -------- | -------- | ---------- | --------- | --- |
| Geoje-myeon                         | 거제면   | 巨濟面   | 37.30      | 7,114     |     |
| Nambu-myeon                         | 남부면   | 南部面   | 31.87      | 1,945     |     |
| Dongbu-myeon                        | 동부면   | 東部面   | 52.50      | 3,682     |     |
| Dundeok-myeon                       | 둔덕면   | 屯德面   | 33.78      | 3,693     |     |
| Sadeung-myeon                       | 사등면   | 沙等面   | 34.69      | 9,578     |     |
| Yeoncho-myeon                       | 연초면   | 延草面   | 40.14      | 10,038    |     |
| Ilun-myeon                          | 일운면   | 一運面   | 30.50      | 7,468     |     |
| Jangmok-myeon                       | 장목면   | 長木面   | 36.89      | 5,410     |     |
| Hacheong-myeon                      | 하청면   | 河淸面   | 29.10      | 5,148     |     |
| Gohyeon-dong (Geoje city proper)    | 고현동   | 古縣洞   | 5.14       | 40,400    |     |
| Sangmun-dong (Geoje city proper)    | 상문동   | 上門洞   | 20.97      | 21,783    |     |
| Suyang-dong (Geoje city proper)     | 수양동   | 水良洞   | 11.15      | 14,433    |     |
| Jangpyeong-dong (Geoje City proper) | 장평동   | 長坪洞   | 6.98       | 29,867    |     |
| Neungpo-dong                        | 능포동   | 菱浦洞   | 3.21       | 12,816    |     |
| Aju-dong                            | 아주동   | 鵝州洞   | 12.45      | 13,557    |     |
| Okpo 1-dong                         | 옥포1동  | 玉浦1洞  | 2.26       | 10,560    |     |
| Okpo 2-dong                         | 옥포2동  | 玉浦2洞  | 8.61       | 30,250    |     |
| Jangseungpo-dong                    | 장승포동 | 長承浦洞 | 2.15       | 4,409     |     |
| Majeon-dong (Jangseungpo southside) | 마전동   | 麻田洞   | 1.92       | 5,673     |     |

## Geografia

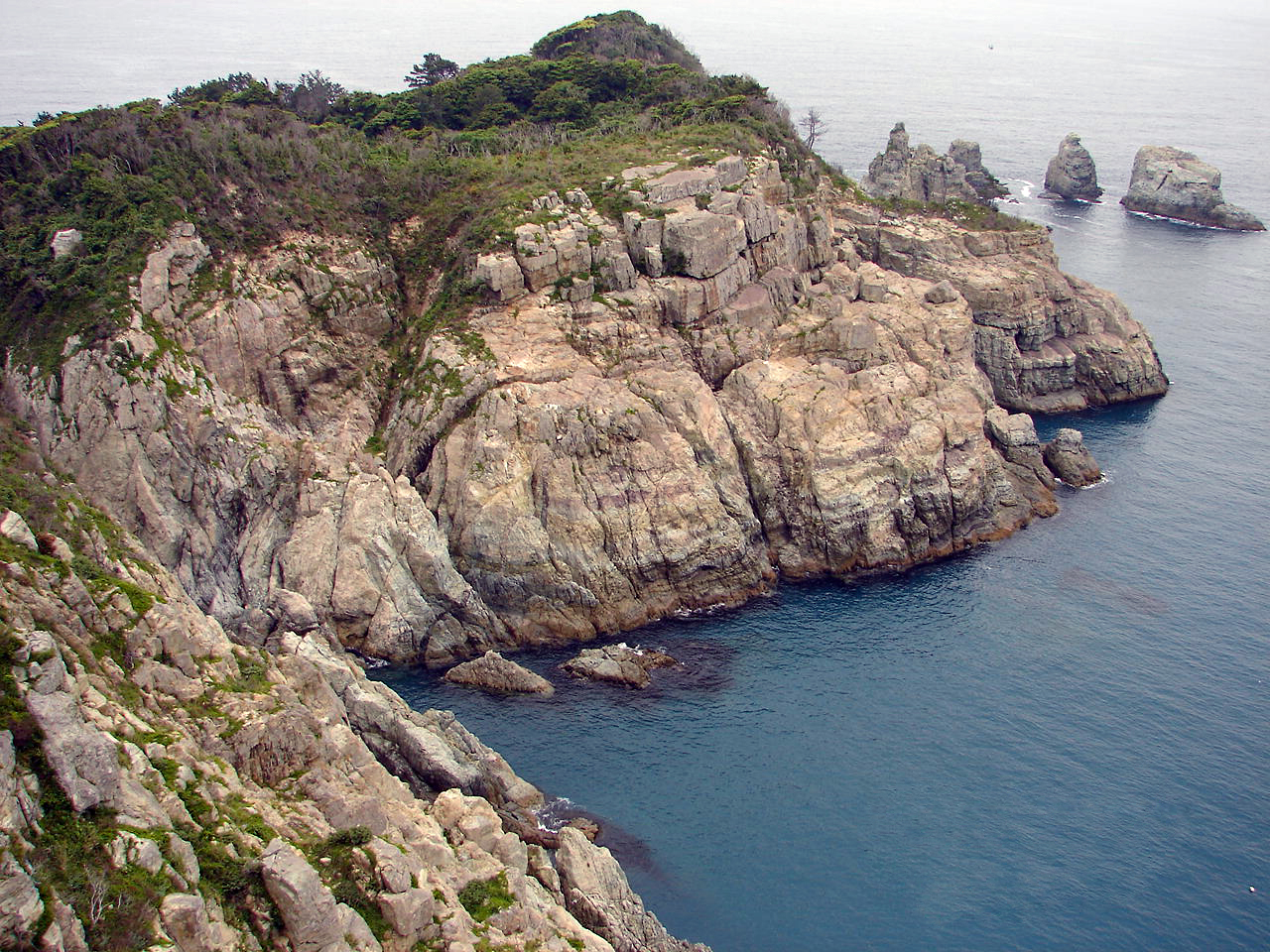
Ilha Oedo

Geoje cobre uma área de 401,63 km2, abrangendo Geoje-do (383,44 km2) e 60 outros pequenos ilhéus, dos quais 10 são habitados. A ilha principal é ligada à terra por duas pontes vindas da vizinha Tongyeong . Ela também é conectada por uma série de pontes e túneis subaquáticos a Gadeokdo, depois Busan, chamada de Ponte Busan-Geoje . Foi feita uma proposta para conectar Geoje a Masan por outro conjunto de pontes e túneis chamado Yi Sun-sin Great Bridge (hangul: 이순신대교 ).

### Clima
Geoje apresenta um clima subtropical úmido (Köppen : Cfa/Cwa ), e temperaturas abaixo de 0°C no inverno são frequentes de dezembro a fevereiro. No entanto, a ilha é mantida relativamente quente pela influência das correntes oceânicas quentes.

Em 2022, o tufão Hinnamnor atingiu a cidade em 2022, deixando um rastro de destruição por todo o lugar, incluindo inundações.
| Dados climáticos para Geoje (1991–2020)                                      | Dados climáticos para Geoje (1991–2020) | Dados climáticos para Geoje (1991–2020) | Dados climáticos para Geoje (1991–2020) | Dados climáticos para Geoje (1991–2020) | Dados climáticos para Geoje (1991–2020) | Dados climáticos para Geoje (1991–2020) | Dados climáticos para Geoje (1991–2020) | Dados climáticos para Geoje (1991–2020) | Dados climáticos para Geoje (1991–2020) | Dados climáticos para Geoje (1991–2020) | Dados climáticos para Geoje (1991–2020) | Dados climáticos para Geoje (1991–2020) | Dados climáticos para Geoje (1991–2020) |
| Mês                                                                          | Jan                                     | Fev                                     | Mar                                     | Abr                                     | Mai                                     | Jun                                     | Jul                                     | Ago                                     | Set                                     | Out                                     | Nov                                     | Dez                                     | Ano                                     |
| ---------------------------------------------------------------------------- | --------------------------------------- | --------------------------------------- | --------------------------------------- | --------------------------------------- | --------------------------------------- | --------------------------------------- | --------------------------------------- | --------------------------------------- | --------------------------------------- | --------------------------------------- | --------------------------------------- | --------------------------------------- | --------------------------------------- |
| Recorde alta °C (°F)                                                         | 19.3 (66.7)                             | 19.4 (66.9)                             | 24.2 (75.6)                             | 27.9 (82.2)                             | 34.4 (93.9)                             | 33.5 (92.3)                             | 38.6 (101.5)                            | 37.4 (99.3)                             | 34.2 (93.6)                             | 29.9 (85.8)                             | 25.8 (78.4)                             | 19.4 (66.9)                             | 38.6 (101.5)                            |
| Média alta °C (°F)                                                           | 7.3 (45.1)                              | 9.4 (48.9)                              | 13.5 (56.3)                             | 18.6 (65.5)                             | 23.1 (73.6)                             | 25.8 (78.4)                             | 28.3 (82.9)                             | 29.9 (85.8)                             | 26.5 (79.7)                             | 22.0 (71.6)                             | 15.7 (60.3)                             | 9.5 (49.1)                              | 19.1 (66.4)                             |
| Média diária °C (°F)                                                         | 2.6 (36.7)                              | 4.4 (39.9)                              | 8.4 (47.1)                              | 13.4 (56.1)                             | 17.9 (64.2)                             | 21.2 (70.2)                             | 24.8 (76.6)                             | 26.0 (78.8)                             | 22.0 (71.6)                             | 16.7 (62.1)                             | 10.6 (51.1)                             | 4.7 (40.5)                              | 14.4 (57.9)                             |
| Média baixa °C (°F)                                                          | −1.4 (29.5)                             | −0.2 (31.6)                             | 3.5 (38.3)                              | 8.3 (46.9)                              | 13.0 (55.4)                             | 17.4 (63.3)                             | 22.1 (71.8)                             | 22.9 (73.2)                             | 18.2 (64.8)                             | 12.2 (54)                               | 6.1 (43)                                | 0.4 (32.7)                              | 10.2 (50.4)                             |
| Recorde baixa °C (°F)                                                        | −10.4 (13.3)                            | −10.1 (13.8)                            | −8.0 (17.6)                             | −1.4 (29.5)                             | 4.8 (40.6)                              | 8.2 (46.8)                              | 13.8 (56.8)                             | 12.4 (54.3)                             | 8.6 (47.5)                              | 1.0 (33.8)                              | −5.2 (22.6)                             | −8.9 (16)                               | −10.4 (13.3)                            |
| Média precipitação mm (pol.)                                                 | 40.4 (1.591)                            | 60.5 (2.382)                            | 112.2 (4.417)                           | 177.2 (6.976)                           | 203.0 (7.992)                           | 237.1 (9.335)                           | 367.6 (14.472)                          | 330.4 (13.008)                          | 209.5 (8.248)                           | 96.4 (3.795)                            | 59.0 (2.323)                            | 37.0 (1.457)                            | 1 930,3 (75,996)                        |
| Média de dias de precipitação (≥ 0.1 mm)                                     | 4.8                                     | 5.4                                     | 7.8                                     | 9.2                                     | 9.0                                     | 10.6                                    | 14.3                                    | 11.9                                    | 9.0                                     | 5.0                                     | 6.1                                     | 4.5                                     | 97.6                                    |
| Média umidade relativa (%)                                                   | 54.0                                    | 54.4                                    | 58.5                                    | 60.0                                    | 65.3                                    | 73.4                                    | 79.5                                    | 76.6                                    | 73.3                                    | 67.6                                    | 63.4                                    | 56.8                                    | 65.2                                    |
| Média mensal horas de sol                                                    | 169.9                                   | 178.0                                   | 204.0                                   | 217.4                                   | 233.2                                   | 182.7                                   | 153.4                                   | 182.1                                   | 168.5                                   | 195.1                                   | 165.3                                   | 166.4                                   | 2 216                                   |
| Por cento luz do sol possível                                                | 52.0                                    | 57.8                                    | 54.2                                    | 55.3                                    | 53.5                                    | 43.1                                    | 33.4                                    | 43.9                                    | 46.4                                    | 58.8                                    | 53.4                                    | 55.0                                    | 49.5                                    |
| Fonte: Korea Meteorological Administration (porcentagem luz solar 1981–2010) |                                         |                                         |                                         |                                         |                                         |                                         |                                         |                                         |                                         |                                         |                                         |                                         |                                         |

## Cidades irmãs
- Longjing, Jilin, China
- Qinhuangdao, Hebei, China
- Qidong, Jiangsu, China
- Guam, Estados Unidos
- Yame, Fukuoka, Japão